# Eray Atalı
Eray Atalı (* 5. November 1989) ist ein ehemaliger türkischer Eishockeytorwart, der zuletzt bis 2015 beim İzmir Büyükşehir Belediyesi SK in der türkischen Superliga unter Vertrag stand.

## Karriere

### Club
Fikri Atalı begann seine Karriere als Eishockeyspieler beim İzmir Büyükşehir Belediyesi SK, für den er 2004 als 15-Jähriger in der türkischen Superliga debütierte. Von 2006 bis 2009 spielte er für den Ligakonkurrenten Kocaeli Büyükşehir Belediyesi Kağıt SK, mit dem er 2007 türkischer Meister und 2008 und 2009 Vizemeister wurde. Von 2009 bis 2011 spielte er zwei Jahre für den Universitätssportklub Ankara, mit dem 2010 erneut den Meistertitel erringen konnte. Anschließend kehrte er nach Kocaeli zurück und gewann 2012 erneut den Vizemeistertitel. Nachdem er die Spielzeit 2013/14 beim Liganeuling Zeytinburnu Belediye SK verbracht hatte, kehrte zu seinem Stammverein nach İzmir zurück, wo er 2015 seine Karriere beendete.

### Nationalmannschaft
Atalı spielte im Juniorenbereich für die Türkei bei den U18-Weltmeisterschaften 2005 und 2006 sowie bei den U20-Weltmeisterschaften 2007, als er jedoch nicht zum Einsatz kam, und 2008 jeweils in der Division III. Zudem spielte er mit der türkischen Studentenauswahl bei der Winter-Universiade 2011 in Erzurum.
Zu seinem einzigen Turniereinsatz in der Herren-Nationalmannschaft kam er bei der Weltmeisterschaft der Division III 2009, als mit der zweitbesten Fangquote und dem zweitgeringsten Gegentorschnitt aller Torhüter des Turniers maßgeblich zum Aufstieg in die Division II beitrug.

## Erfolge und Auszeichnungen
- 2007 Türkischer Meister mit dem Kocaeli Büyükşehir Belediyesi Kağıt SK
- 2009 Aufstieg in die Division II bei der Weltmeisterschaft der Division III
- 2010 Türkischer Meister mit dem Ankara Üniversitesi SK